# 马歇尔楼
52°12′40″N 0°06′28″E / 52.2112°N 0.1079°E

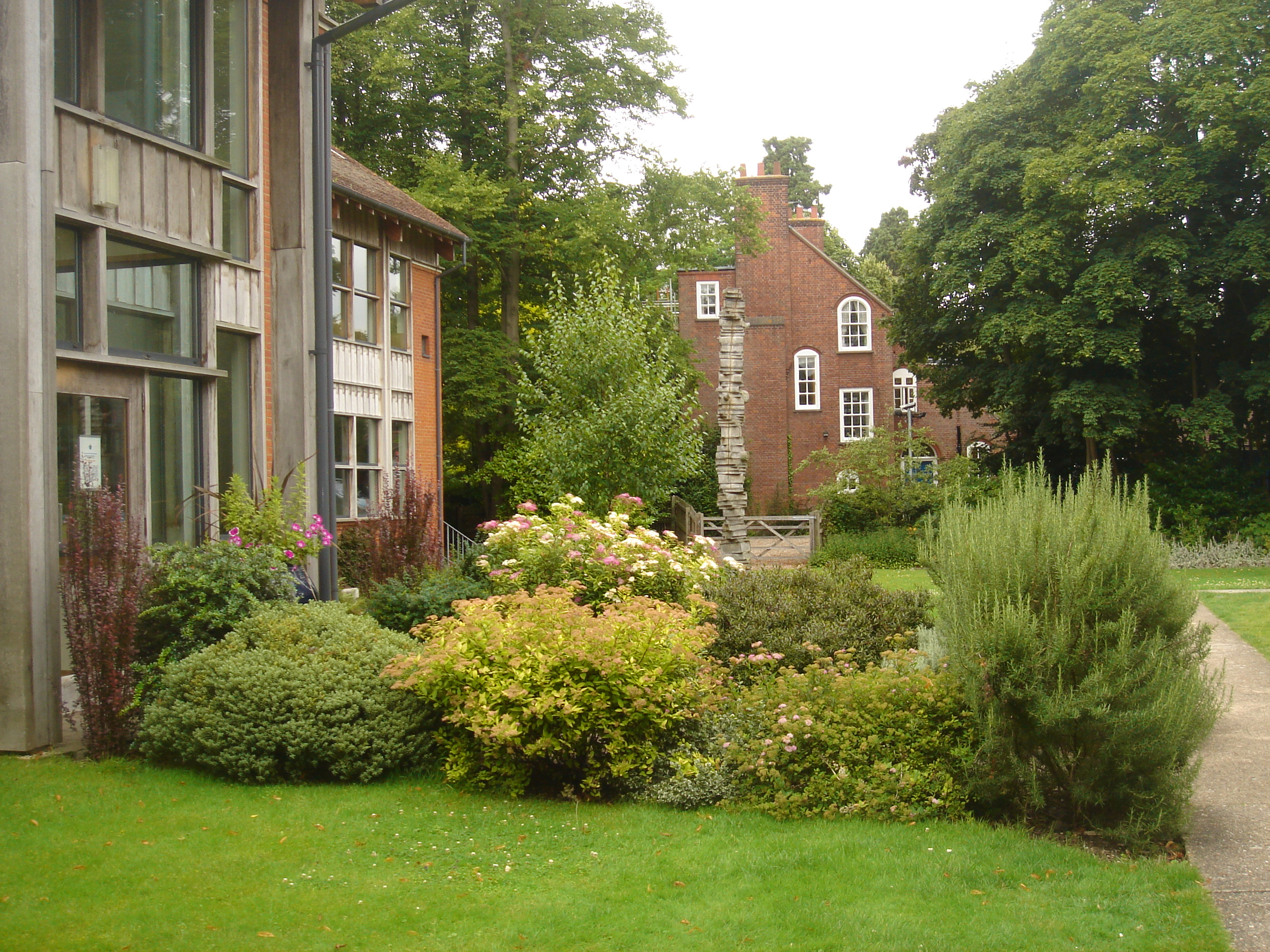
马歇尔楼和剑桥大学露西·卡文迪许学院 图书馆

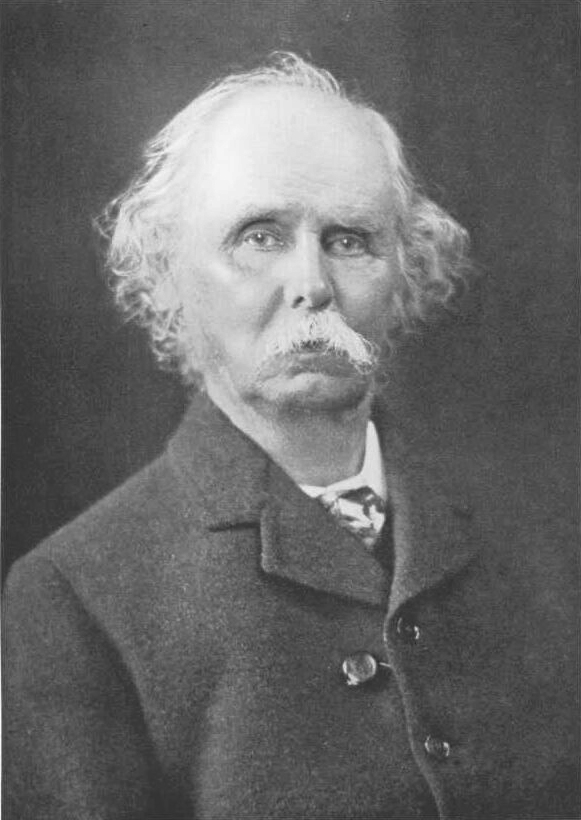
阿尔弗雷德·马歇尔,马歇尔楼的首任主人

马歇尔楼，英文Marshall House 从2001年起是剑桥大学露西·卡文迪许学院的 院长的住宅。马歇尔楼的设计者是苏格兰建筑师J. J. Stevenson ，建于1886年.
剑桥大学露西·卡文迪许学院1991年买下此楼，作为学生宿舍，并将原名Balliol Croft 改为现在的 Marshall House，以纪念经济学家阿尔弗雷德·马歇尔。